# Mellunmäki
Mellunmäki (szw. Mellungsbacka) – naziemna stacja metra helsińskiego, końcowa północnego odgałęzienia (Itäkeskus – Mellunmäki), obsługująca dzielnicę Mellunmäki we wschodnich Helsinkach. Została otwarta 1 września 1989 roku. Projekt wykonało biuro architektoniczne Toivo Karhunen Oy. Jest najbardziej na północ położoną stacją w sieci helsińskiej, a co za tym idzie na całym świecie.
Poprzednią stacją jest Kontula.